# Buddelundiella voluta
Buddelundiella voluta är en kräftdjursart som beskrevs av Karl Wilhelm Verhoeff 1930. Buddelundiella voluta ingår i släktet Buddelundiella och familjen Buddelundiellidae. Inga underarter finns listade i Catalogue of Life.